# 春之祭

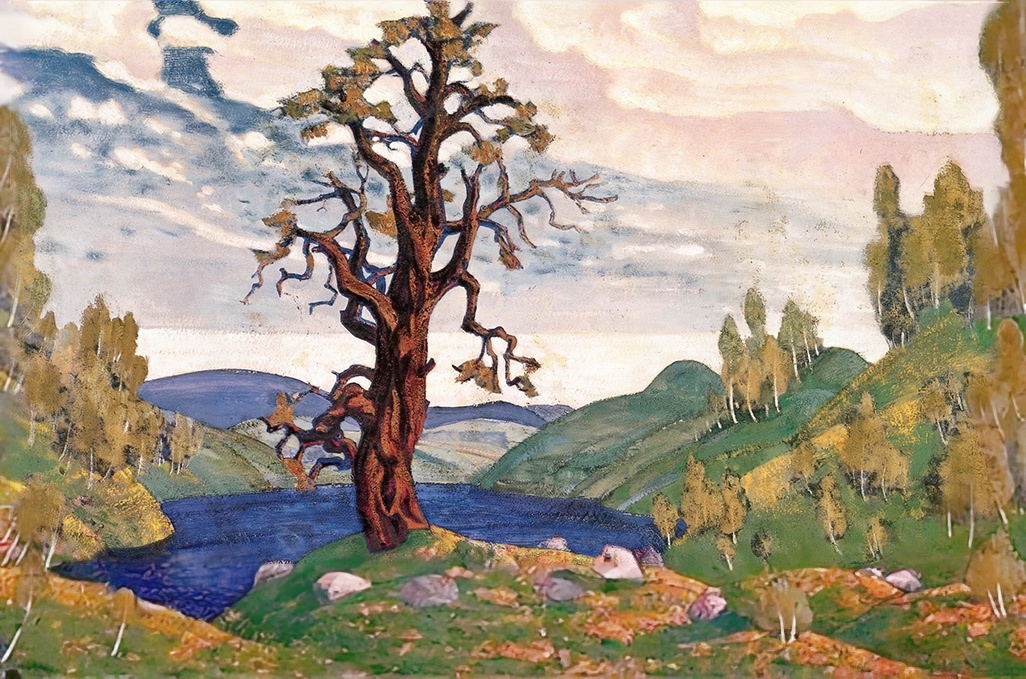
第一幕的概念设计，尼古拉斯·洛里奇为达基列夫1913年《春之祭》演出所做设计的一部分

《春之祭》（法語：Le Sacre du Printemps），副标题为《俄罗斯异教徒的图景》（法語：tableaux de la Russie païenne en deux parties），是俄羅斯作曲家伊戈尔·斯特拉文斯基于1910-1913年间创作的芭蕾舞劇及管弦乐作品。这部为谢尔盖·达基列夫的俄罗斯芭蕾舞团创作的作品，最初的版本由瓦斯拉夫·尼金斯基编舞，由尼古拉斯·洛里奇设计舞台和服装。
1913年5月29日在香榭丽舍剧院由皮埃尔·蒙特指挥俄罗斯芭蕾舞团首次演出时，前卫的音乐和编舞引起了台下的骚乱。虽然这部作品被设计为配有人物动作的舞台作品，但其音乐作为音乐会作品获得了同等甚至更大的认可，成为斯特拉文斯基的代表作品，并被广泛认为是20世纪最有影响力的音乐作品之一，也成为古典音乐曲目中录制最多的作品之一。
《春之祭》的音乐包含了许多当时的新特点，包括在调性、节拍、节奏、重音及不和谐方面进行的创新。分析者们注意到，音乐中有显著的俄罗斯民间音乐基础，斯特拉文斯基则倾向于否认这种关系。这部作品被认为是最早的现代主义作品之一，影响了许多20世纪的主要作曲家。

## 创作过程
1908-1923年为斯特拉文斯基创作的第一时期——民族音乐时期（也称俄罗斯风格时期），《春之祭》便是这段时期的代表作品三部芭蕾音乐中的最后一部。

### 构思
1909年时，斯特拉文斯基的第一部管弦乐作品《烟火》在圣彼得堡首演，当时在台下的俄罗斯芭蕾舞团经理佳吉列夫发现了他的才能，委托他为其芭蕾舞剧创作音乐。1910年，受其委托创作的《火鸟》的成功使斯特拉文斯基名声大噪。在完成《火鸟》时，斯特拉文斯基便有了《春之祭》的创作灵感，在其1936年的自传中，他这样描述这部作品的起源：“一天，我正在圣彼得堡写《火鸟》的最后一页，眼前出现了一个稍纵即逝的幻景，我还想看到了一个庄严的异教仪式：睿智的长老们围成一圈坐着，观看一个年轻姑娘跳舞，一直跳到死为止。他们是以她为祭品来取悦春之神的，这就是《春之祭》的主题。”
1910年5月，斯特拉文斯基与俄罗斯最重要的民间艺术和古代仪式专家尼古拉斯·洛里奇讨论了他的想法。两人很快商定了一项课题——“伟大的献祭”（俄语：Velikaia zhertva）；达基列夫也表示支持，但这项计划被搁置了一年，因为斯特拉文斯基正忙于达基列夫的第二个重要委托，即芭蕾舞剧《彼得鲁什卡》。
1911年7月，斯特拉文斯基到斯摩棱斯克附近的塔拉什基诺拜访洛里奇，当时洛里奇正和艺术赞助人玛丽亚·特尼舍娃公主在一起。经过几天时间，他们敲定了芭蕾舞剧的结构。有人认为剧中出现的两部分异教情节主要是由洛里奇设计的。最初的名称也被改为“神圣的春天”（俄语：Vesna sviashchennaia），但该作品一般以法语翻译为“春之祭”（Le Sacre du printemps），副标题为“俄罗斯异教徒的图景”。

### 创作

《春之祭》乐谱手稿的首页

斯特拉文斯基的草稿显示，1911年9月回到乌克兰乌斯季卢格的家中后，他创作了两个部分，即《春之預兆》和《春天的輪舞》。10月，他前往瑞士的克拉伦斯，1911-12年的整个冬天，他都在那里一间狭小且装修简陋的屋子里创作。到1912年3月，斯特拉文斯基已经完成了第一部分，并起草了第二部分的大部分内容。他还准备了一个双手钢琴版本，这可能是用于1912年4月向谢尔盖·达基列夫和乐团指挥皮埃尔·蒙特展示所用的，现已丢失。他还改编了一个四手联弹版本，成为《春之祭》的第一个出版版本；1912年6月，他和作曲家克劳德·德彪西一起演奏过这个版本的前半部分。
在达基列夫决定将首演推迟到1913年后，斯特拉文斯基在1912年夏天将《春之祭》放在一边。又在秋天恢复创作；他在1912年11月17日完成了最后的《少女的獻祭舞》的轮廓。在剩下的几个月里，他致力于管弦乐总谱，他在乐谱上签名并注明日期为：“1913年3月8日在克拉伦斯完成”。他把手稿给莫里斯·拉威尔看，后者非常热情，并在给朋友的信中预言，《春之祭》的首演将与1902年德彪西的《佩利亚斯与梅利桑德》的首演同样重要。3月下旬，管弦乐队开始排练后，蒙特请作曲家注意几个有问题的段落：听不清的喇叭声，被铜管和弦乐淹没的长笛独奏，以及铜管乐器在强音部分的平衡等多个问题。斯特拉文斯基修改了这些段落，之后直到4月仍在修改和重写《少女的獻祭舞》的最后几小节。完成为1913年首演准备的版本后，对乐谱的修改并没有结束；相反，斯特拉文斯基在接下来的30多年中继续进行修改。根据范·登图恩（Van den Toorn）的说法，“斯特拉文斯基的其他作品没有经历过这样的在首演后的一系列修改”。

### 呈现
学者理查德·塔鲁斯金列出了一些洛里奇设计时的参考，其中包括《往年纪事》——一部十二世纪对早期异教徒习俗的汇编，以及亚历山大·阿法纳西耶夫对农民民俗和异教史前史的研究。特尼舍娃公主的服装收藏也是灵感的早期来源。当设计完成后，斯特拉文斯基表示很高兴，并称其为“一个真正的奇迹”。
斯特拉文斯基与他的另一位主要合作者尼金斯基的关系则更为复杂。达基列夫之前就看出，尼金斯基作为一个有才华的舞者，将转变为编舞和芭蕾舞大师；尼金斯基第一次尝试编舞是为德彪西《牧神午后前奏曲》的编舞，舞者新颖的风格化动作和在作品结尾明显的性爱姿态引起了争议和近乎丑闻，那时达基列夫也没有拦着尼金斯基。从当时的信件中可以看出，至少最开始，斯特拉文斯基对尼金斯基作为一个编舞的才能给予了肯定，他给尼古拉·芬迪岑（Nikolai Findeyzen）的一封信赞扬了他“热情洋溢而彻底忘我”。然而，在1936年的回忆录中，斯特拉文斯基写道，让尼金斯基任此一职的决定让他充满忧虑；尽管他欣赏尼金斯基的舞蹈才能，但对他的编舞没有信心：“这个可怜的孩子对音乐一无所知。他又不识谱又不会乐器。”后来，斯特拉文斯基还嘲笑尼金斯基设计出的舞女是“磕着膝盖、留着长辫子的洛丽塔”。
斯特拉文斯基的自传中提到，在排练期间编舞与舞者之间发生了不少“痛苦的事件”。问题还是慢慢被克服了，当1913年5月进行最后的排练时，舞者们似乎已经克服了作品的困难。即使是芭蕾舞团持怀疑态度的舞台导演谢尔盖·格里戈里耶夫（Serge Grigoriev）也对尼金斯基编舞的创意和活力充满了赞美。
指挥家皮埃尔·蒙特自1911年以来一直与达基列夫合作，并在《彼得鲁什卡》的首演中负责指挥乐队。但在听到斯特拉文斯基演奏的钢琴版《春之祭》后，蒙特马上拉上达基列夫，在外面找了一个安静的角落，说他永远不会指挥这样的音乐，不过达基列夫让他改变了想法。尽管他以不苟的职业精神履行了职责，但他从未喜欢过这部作品；首演后近50年，有人问起时他还是称讨厌它。晚年，他说“我当时不喜欢《春之祭》。自那之后我已经指挥了50次。现在我不喜欢它。”
主要从巴黎科洛纳乐团选拔出的管弦乐队由99名乐手组成，比剧院通常使用的规格要大得多，乐池都难以容纳。演出前做的排练异常紧张——开演前两星期的时间里塞下了17次乐团的单独排练，以及5次连同舞者的排练。音乐中有太多不寻常的音符组合，以至于蒙特不得不要求乐手们在认为发现乐谱中有错时不要打断，说如果演奏错了会告诉他们的。据多丽丝·蒙特（Doris Monteux）说，“乐手们认为这绝对是疯了”。有一次，一处高潮部分的铜管乐强音惹得乐手们大笑，愤怒的斯特拉文斯基进行了调停。
舞剧中被献祭的少女一角本应由尼金斯基的妹妹布罗尼斯拉瓦·尼金斯卡出演；在她排练期间怀孕后，又由当时相对不出名的玛丽亚·皮尔茨（Maria Piltz）替代。

## 演出历史与反应

### 首演

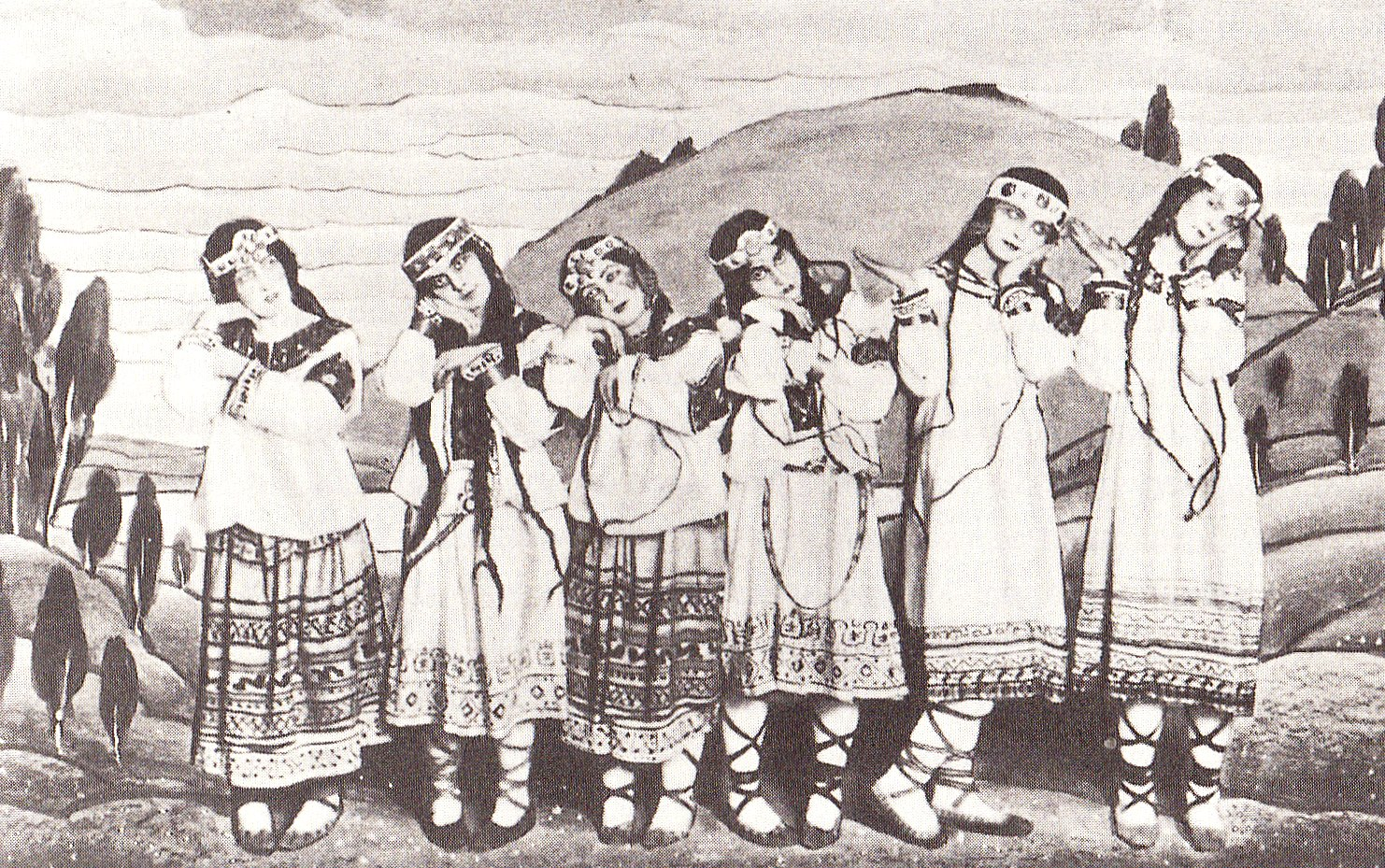
身着瓦斯拉夫·尼金斯基设计的原版服装的舞者：（左起）Julitska，Marie Rambert，Jejerska，Boni，Boniecka，Faithful

巴黎的香榭丽舍剧院是当时的新建筑，它于1913年4月2日举行第一场演出。剧院经理加布里埃尔·阿斯特鲁克决定为俄罗斯芭蕾舞团的1913年演出季提供场地，并达基列夫支付了每场演出25,000法郎的巨款，是前一年所付的两倍。1913年5月29日的节目，除了《春之祭》的首演外，还包括《仙女们》、韦伯的《玫瑰花魂》和鲍罗丁的《波洛维茨人之舞》。当晚的票价为剧院一个月前首次演出的两倍，达到了35,000法郎。彩排在媒体成员和各种受邀嘉宾的见证下进行。据斯特拉文斯基说，一切都很顺利。然而，《巴黎回声报》的评论家阿道夫·博肖特预见到了可能的麻烦；他好奇公众会如何接受这部作品，并表示如果他们认为自己被愚弄，可能会有不好的反应。
5月29日晚，据古斯塔夫·利诺（Gustav Linor）报道：“大厅从来没有这么满过，也没有这么热闹过；楼梯和走廊都挤满了渴望观看和聆听的观众。”当晚的演出以《仙女们》开始，《春之祭》随后。一些目击者和评论家称，观众的骚乱是从《引子》部分开始的，当《春之預兆》中随着帷幕拉开出现踩踏舞者时，骚乱越来越严重。但之后的研究者理查德·塔鲁斯金断言，“令人震惊的不是斯特拉文斯基的音乐。而是瓦斯拉夫·尼金斯基设计的丑陋的踉踉跄跄的动作和跺脚。”玛丽·兰伯特是尼金斯基的助手，她后来回忆说，很快就听不到舞台上的音乐了。斯特拉文斯基在他的自传中写道，迎接《引子》第一小节的嘲笑性笑声让他感到厌恶，他离开了观众席，从舞台侧翼观看剩下的表演。他说，示威活动发展成“可怕的骚动”，连同舞台上的喧闹声，盖过了尼金斯基向舞者喊步数的声音。首演两年后，记者兼摄影师卡尔·范韦克滕在他的《大战后的音乐》（Music After the Great War）一书中称，他后面的人兴奋得神魂颠倒，“开始用拳头有节奏地敲打我的头顶”。但在一封1916年的信（直到2013年才公布）中，范韦克滕承认其实他观看的是第二晚的演出，以及修改了部分事实。

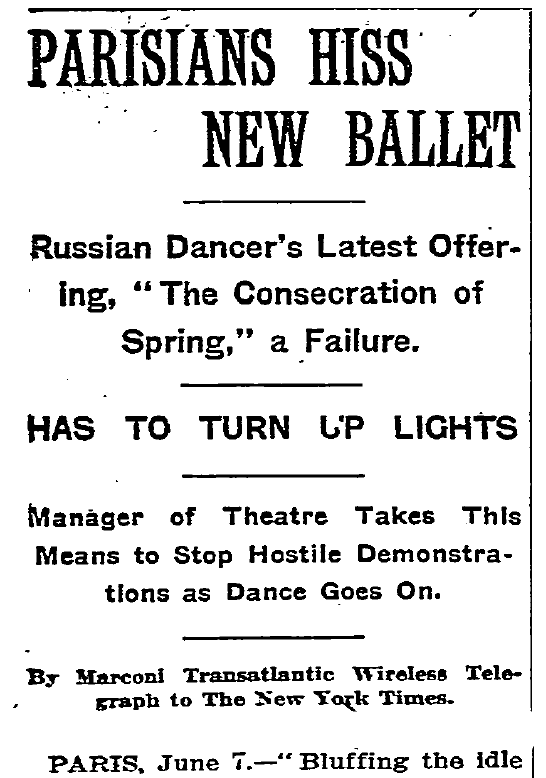
九天后，《纽约时报》报道了这场轰动的首演

当时，巴黎的芭蕾舞观众通常由两个不同的群体组成：一个是富有的时尚人士，他们期待着看到有优美音乐的传统表演；另一个是“波西米亚”群体，诗人兼哲学家让·谷克多断言，他们“无论对错，都会称赞任何新事物，因为他们憎恨那些条条框框”。皮埃尔·蒙特认为，当两派开始互相攻击时，麻烦就开始了，但他们的相互愤怒很快就转移到了乐团身上：“所有可用的东西都被扔到了我们的方向，但我们继续演奏。”大约有40名最严重的违法者被赶了出去——可能是在警察的干预下，尽管这没有得到证实。随着这些骚乱，演出一直没有中断。在舞剧的第二部分，骚乱明显减弱，根据一些说法，观众安静地观看了最后一部分《少女的獻祭舞》。最后，在当晚的节目继续之前，舞者、蒙特和管弦乐队以及斯特拉文斯基和尼金斯基都作了谢幕。
相对具有敌意的新闻评论包括《费加罗报》的评论员亨利·基塔德，他称这部作品是“费力而愚蠢的野蛮行为”，并补充说：“我们很遗憾看到像斯特拉文斯基先生这样的艺术家卷入这场令人不安的冒险中”。另一方面，古斯塔夫·利诺（Gustav Linor）在当时重要的戏剧杂志《Comœdia》上的文章认为表演非常出色，尤其是玛丽亚·皮尔茨的表演；骚乱虽然令人遗憾，但只是两个没有礼貌的派别之间“吵闹的辩论”。作曲家阿尔弗雷多·卡塞拉认为，这些示威是针对尼金斯基的编舞，而不是音乐，评论家米歇尔-迪米特里·卡尔沃科雷西也持相同观点，他写道：“这个想法很好，但没有成功实施”。卡尔沃科雷西没有观察到对作曲家的任何直接敌意——他说，这与德彪西的《佩利亚斯和梅丽桑德》在1902年的首演不同。对于后来关于资深作曲家卡米尔·圣桑在首演时愤而离席的报道，斯特拉文斯基认为不可能；圣桑并没有出席。斯特拉文斯基还驳斥了让·谷克多的故事：演出结束后，斯特拉文斯基、尼金斯基、达基列夫和谷克多本人乘坐出租车前往布洛涅林苑，在那里，达基列夫泪流满面地朗诵了普希金的诗歌。斯特拉文斯基只是回忆起与佳吉列夫和尼金斯基的庆祝晚宴，经理对结果表示完全满意。斯特拉文斯基在给里姆斯基-科萨科夫旧时的同窗马克西米利安·斯坦伯格（Maximilien Steinberg）的信中说，尼金斯基的编舞“无与伦比：除了几个地方之外，一切都如我所愿”。

## 结构
全曲共分两幕十四個部分。第一幕《大地的崇拜》共有八個舞曲組成，第二幕《祭献》由六個舞曲組成。

### 第一部分：大地的崇拜
- 引子：孤單的巴松管以怪異的高音奏著，後來其他樂器加入，描繪春回大地，萬物復甦的景象。
- 春之預兆：以撥弦效果為作引子，帶出強勁的異教舞曲，當中充滿隆然作響切分音節奏。
- 掠奪競賽：弦樂縈繞不散，木管樂輾轉迴旋，加上定音鼓的重撃與銅管樂狂亂叫號，形成急促和激烈的氣氛。
- 春天的輪舞：樂曲氣氛突然大變，高音與低音單簧管演奏柔和的俄羅斯民謠，而隨著此幕結束，緊接其後的是焦躁的舞曲，低音反覆以四個級進的音組成。
- 部落爭戰及智者之列：銅管樂欣然躍動，其它樂部卻彷彿決意破壞氣氛。隨著音樂速度加快，樂曲氣勢亦漸趨激烈。
- 大地的奉獻：溫柔，短促而神秘。
- 大地之舞：這首急速的舞曲感覺粗獷，充滿出其不意的插奏，亦以相當突然的方式結束。

### 第二部分：祭獻
- 序曲：黑夜反覆浮現的呼喚。
- 少女的神秘圈子：隨著曙光初露，一群少女將要在當中選出一位跳舞至死。少女們互相圍繞著旋轉，最後被圍著的一個便成為祭品。
- 當選少女讚美之舞：本段以此幕開首奏出十一下鼓聲，表示十一名少女正在圍繞著當選的一位，跳著挑釁性的舞蹈。
- 祖先的呼喚：銅管樂部之軍號及定音鼓的重擊，呼召先祖見證祭典。
- 祖先的儀式：抑制而催眠的鼓撃下，各種木管樂比喻祖先出現，並以威力逼人的氣勢行進。
- 少女的獻祭舞：劇情講述少女跳舞至死，樂曲亦發展至狂亂之地步，而最後的迸發更引領樂曲邁向其粗暴與堅定不屈的尾聲。